# Altinote abana
Altinote abana är en fjärilsart som beskrevs av William Chapman Hewitson 1868. Altinote abana ingår i släktet Altinote och familjen praktfjärilar. Inga underarter finns listade i Catalogue of Life.